# Strand Chess Club
Strand Chess Club – północnoirlandzki klub szachowy z siedzibą w Belfaście, czterokrotny zwycięzca UCU League 1.

## Historia
Klub został założony na przełomie 2016 i 2017 roku. Nazwa wywodzi się od Strand Arts Centre, gdzie klub ma swoją siedzibę. W sezonie 2017/2018 klub zadebiutował w UCU League 1, wystawiając wówczas dwie drużyny. Pierwsza drużyna (Strand First Team) zajęła wówczas drugie miejsce w lidze, a druga (Strand 2) – trzecie. W 2019 roku klub wygrał ligę z przewagą 21 punktów nad drugim Fruithill Chess Club. W kolejnym sezonie klub obronił tytuł mistrzowski, a po raz kolejny triumfował w 2022 roku. W 2023 roku klub zdobył wicemistrzostwo, ulegając Lisburn Chess Club. W sezonie 2023/2024 Strand Chess Club po raz czwarty wygrał Ulster Trophy. W 2025 roku zespół zajął drugie miejsce w lidze, ulegając Belfast South Chess Club.